# Jakob Buchli

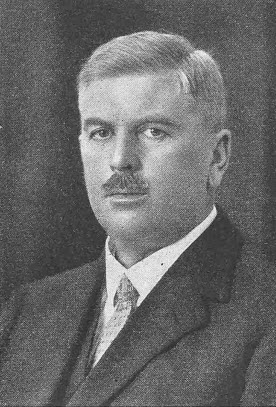
Jakob Buchli

Jakob Buchli (* 4. März 1876 in Chur; † 1. April 1945 in Winterthur) war ein Schweizer Maschineningenieur, der im Bereich des Lokomotivbaus tätig war.
Nach seiner Ingenieurausbildung am Eidgenössischen Polytechnikum Zürich, die von 1897 bis 1901 dauerte, blieb er noch ein Jahr am Polytechnikum als Assistent von Aurel Stodola. Nach einem Fahrdienstpraktikum bei den Vereinigten Schweizerbahnen trat Buchli 1902 bei der SLM in Winterthur ein, wo er sich mit dem Entwurf des mechanischen Teils der ersten grossen Elektrolokomotiven beschäftigte. Ab 1907 übernahm er die Leitung des Konstruktionsbüros als Nachfolger des norwegischen Ingenieurs Olaf Kjelsberg, der in die Direktion des Unternehmens wechselte.
1910 wechselte Buchli zu BBC in Baden, wo er bis 1924 als Oberingenieur für elektrische Traktion verantwortlich war. Unter seiner Führung wurde zuerst der Drei- und Zweistangenantrieb für hochliegende Motoren entwickelt, der keine Blindwellen benötigte, indem Schlitzstangen verwendet wurden. Der Dreistangenantrieb wurde erstmals bei der SBB Fb 2/5 verwendet. Danach folgte die Konstruktion eines Antriebes, der für schnelllaufende Motoren geeignet war, ohne schwere Kuppelstangen auskam, aber trotzdem erlaubte, die Motoren im abgefederten Kasten unterzubringen. Diese 1918 patentierte Entwicklung wurde zuerst BBC-Einzelachsantrieb genannt, ist aber heute allgemein als Buchli-Antrieb bekannt. Eine weitere Entwicklung von Buchli war das Java-Gestell, welches die Laufeigenschaften von Lokomotiven in den Kurven verbesserte, indem es eine radiale Einstellung der Triebachse zuliess. Beide Konstruktionen fanden in den äusserst erfolgreichen Lokomotiven SBB Ae 4/7 Anwendung.
1924 wechselte Buchli wieder zur SLM, wo er Olaf Kjelsberg als Direktor der Firma ablöste und die Position bis 1930 innehatte. Trotz der Führungsaufgaben entwickelte Buchli immer noch technische Konstruktionen, wie den SLM-Universalantrieb, das Buchli-Lenkgestell, das Duplex-Drehgestell für Schnellzugswagen und die mit einem 3-Zylinder-Dampfmotor ausgerüstete SLM-Hochdrucklokomotive mit 60 bar Arbeitsdruck.
1932 wurde Buchli in den Verwaltungsrat der SLM gewählt, wo er 1934 zum Präsidenten ernannt wurde.
Buchli war Ehrendoktor der Technischen Universität Darmstadt und Mitglied der Akademischen Turnerschaft Utonia Zürich.